# Нартеціум
Нартеціум, або Нартецій, або Нартеція , або Костоло́м (лат. Narthécium) — рід трав'янистих рослин родини Нартецієві (Nartheciaceae).
.

## Ботанічний опис

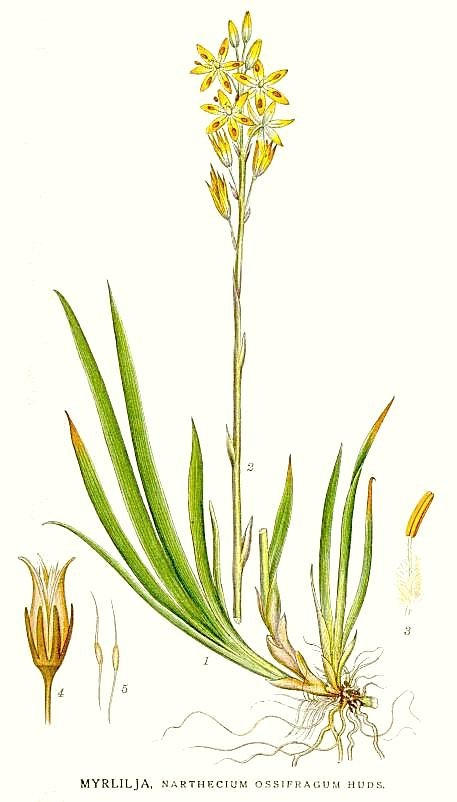
Narthecium ossifragum – типовий вид роду. Ботанічна ілюстрація з книги А. М. Ліндмана Bilder ur Nordens Flora, 1917-1926

Багаторічні трав'янисті рослини. Кореневище повзуче, гіллясте.
Приземне листя лінійне, розташоване дворядно. Стеблове листя коротке, нечисленне.
Квітки з лінійними приквітничками, зібрані в кисть . Оцвітина віночкоподібна, жовта або жовтувато-зелена, шестироздільна, частки відхилені. Тичинки коротші за оцвітину, нитки білоповстяні. Гінецей синкарпний, стовпчик колоноподібний, рильце трилопатеве.
Плід — довгаста, конічна багатонасінна коробочка, розкривається по гніздах (локуліцидно). Насіння веретеновидне, на кінцях з витягнутими ниткоподібними придатками.

## Види
Рід включає 7 видів:
- Narthecium americanum Ker Gawl. (1812) — Нартеціум американський
- Narthecium asiaticum Maxim. (1867) — Нартеціум азійський
- Narthecium balansae Briq. (1901) — Нартеціум Баланси, або Нартеціум кавказький
- Narthecium californicum Baker (1876) — Нартеціум каліфорнійський
- Narthecium ossifragum (L.) Huds. (1762) — Нартеціум костоломнийtypus
- Narthecium reverchonii Celak. (1887)
- Narthecium scardicum Košanin (1913)